# Gastropholis echinata
Lézard à queue épineuse
Espèce
Synonymes
- Lacerta echinata Cope, 1862

Statut de conservation UICN

LC : Préoccupation mineure
Gastropholis echinata est une espèce de sauriens africains de la famille des Lacertidae. Un de ses noms communs est Lézard à queue épineuse. 

## Description
C’est un lézard assez grand, avec une longueur jusqu’à 35 cm, et une longueur museau-cloaque assez courte jusqu’à une dizaine de cm. La tête est couverte de plaques symétriques. Il possède des écailles repliées au niveau de la gorge, qui forment parfois un collier plus sombre. La pupille est bien ronde ; les doigts des pattes sont effilés. La coloration dorsale dominante est verte ou olivâtre, souvent tachetée de noir. Certains spécimens ont le dos barré de noir et de vert clair ou de jaunâtre. La queue est brune ou olivâtre sur le dessus, avec des petites taches ou barres claires et sombres. Elle est fortement épineuse. La face ventrale est vert clair ou jaunâtre. Ce lézard est arboricole, et évolue surtout en hauteur dans les arbres, au niveau de la canopée. C’est là qu’il chasse surtout des insectes. 

## Répartition et habitat
Cette espèce se rencontre au Liberia, en Côte d'Ivoire, au Ghana, au Cameroun, en Guinée équatoriale, au Gabon, et au Congo-Kinshasa. C’est un lézard de forêt dense, rarement observé au sol ou dans les strates végétales inférieures, et donc au premier abord rare.

## Conservation
L'espèce est considérée comme ayant un statut de conservation à préoccupation mineure par l'UICN (2021).

## Publication originale
- (en) Cope, 1862 : On Lacerta echinata and Tiliqua dura. Proceedings of the Academy of Natural Sciences of Philadelphia, vol. 1862, p. 189-191 (texte intégral).